# 红领啄花鸟
红领啄花鸟（学名：Dicaeum retrocinctum），是啄花鸟科啄花鸟属的一种，为菲律宾的特有种。全球活动范围约为9,900平方千米。该物种的保护状况被评为易危。
红领啄花鸟的平均体重约为6.5克。栖息地包括种植园、亚热带或热带的湿润低地林和耕地。